# IC 1161
IC 1161 је елиптична галаксија у сазвјежђу Змија која се налази на листи објеката дубоког неба у Индекс каталогу.
Деклинација објекта је + 15° 38' 45" а ректасцензија 16h 1m 16,7s. Привидна величина (магнитуда) објекта IC 1161 износи 14,1 а фотографска магнитуда 15,1. IC 1161 је још познат и под ознакама MCG 3-41-36, CGCG 108-54, NPM1G +15.0491, PGC 56695.